# 대한민국 고용친화 모범경영대상
대한민국 고용친화 모범경영대상(영어: Job creation Exemplary Management Prize of Korea)은  한 해 동안 고용창출에 업적을 세운 기업이나 지자체에게 상을 수여하는 시상식이다.  2017년 문재인 정부 출범 이후 경제분야 정책에 발맞추어 발족되었다. 동아일보에서 주최하고 고용노동부, 산업통상자원부, 과학기술정보통신부, 여성가족부가 후원한다. 2017년부터 매년 9월에 개최된다. 수상대상으로는 중소기업, 중견기업, 대기업, 공공기관, 지자체 등으로 시상 범위가 넓다. 후보군으로 선정된 기업 및 지자체는 학계ㆍ산업계 10여명 전문인의 심사를 거쳐 수상된다.

## 역대 부문별 수상기업

### 2017년
| 부문 | 수상기업           | 출처 |
| ---- | ------------------ | ---- |
|      | 롯데첨단소재       |      |
|      | 케이티스           |      |
|      | 국민건강보험공단   |      |
|      | 한국수자원공사     |      |
|      | 홈플러스           |      |
|      | 강원도             |      |
|      | 홈앤쇼핑           |      |
|      | 제주항공           |      |
|      | 부산광역시         |      |
|      | 한국감정원         |      |
|      | 경상북도개발공사   |      |
|      | 스타벅스커피코리아 |      |
|      | 파나소닉코리아     |      |
|      | 안동시             |      |
|      | 양주시             |      |
|      | 단양시             |      |
|      | 화천군             |      |

### 2018년
| 부문 | 수상기업              | 출처                             |
|      | 파나소닉코리아 ★★     |                                  |
|      | 스타벅스커피코리아 ★★ |                                  |
|      | 롯데건설              |                                  |
|      | 신세계아이앤씨        | [ 깨진 링크 ( 과거 내용 찾기 ) ] |
|      | 한국맥도날드          | [ 깨진 링크 ( 과거 내용 찾기 ) ] |
|      | 제너시스BBQ그룹       |                                  |
|      | 파마리서치프로덕트    |                                  |
|      | 에프알엘코리아        |                                  |
|      | 한화토탈              | [ 깨진 링크 ( 과거 내용 찾기 ) ] |
|      | 공항철도              |                                  |
|      | 페퍼저축은행          |                                  |
|      | 주택도시보증공사      |                                  |
|      | 한국예탁결제원        |                                  |
|      | 한전KDN               |                                  |
|      | 한국임업진흥원        |                                  |
|      | 한국서부발전          |                                  |
|      | 사회보장정보원        |                                  |
|      | 우체국금융개발원      |                                  |
|      | 한국해양조사협회      |                                  |
|      | 소상공인시장진흥공단  | [ 깨진 링크 ( 과거 내용 찾기 ) ] |
|      | 울산항만공사          |                                  |
|      | 충청남도              |                                  |
|      | 영양군                |                                  |
|      | 의정부시              |                                  |